# Riedelia triciliata
Riedelia triciliata är en enhjärtbladig växtart som beskrevs av Henry Nicholas Ridley. Riedelia triciliata ingår i släktet Riedelia och familjen Zingiberaceae. Inga underarter finns listade i Catalogue of Life.